# Насір ад-дін Махмуд-шах
Насір ад-дін Махмуд-шах (бенг. নাসিরউদ্দীন মাহমুদ শাহ; д/н — 1459) — султан Бенгалії в 1435—1459 роках. На думку істориків Нізамуддіна Ахмада та Ферішти був ідеальним володарем.

## Життєпис
Походив з династії Ільяс-шахів. Про батьків обмаль відомостей, алевони володіли невеличким джаґіром в сільській місцині, де мешкали після 1414 року, коли династію Ільяс-шахів було повалено. 1436 року внаслідок змови було повалено султана Шамс ад-дін Ахмад-шаха, а вже через 7 днів вбито його наступника — Насір Хана. За підтримки частини знаті та військовиків Махмуда було оголошено новим султаном. Він прийняв почесне ім'я Насір ад-дін.
Значну увагу присвятив розбудові та розвитку міст, господарства, підтримці мистецтва. Заснував в місті Халіфатабад монетний двір. Активно будувалися мечеті («Шістдесяти Куполів» у Багерхаті; «Дві мечеті» у Джангіпурі; Мечеть Бінат в Дацці; мечеті в Лакхнауті та Бхагалпурі), ханги, гробниці (Хана Джахана Алі у Халіфатабаді та Аллами у Фірузабад) та мости (п'ятиарковий кам'яний міст), а також копали водойми та місця для зберігання води. Султан також заклав основи цитаделі та палацу у Лакхнауті, фортецю Котвалі-Дарваза.
Зміг відновити військову міць султанату. Встановив дружні відносини з Джаунпурським султанатом, що запобігло загрозі з заходу. Також продовжив практику листування, посольств з мекканським шаріфом-еміром Баракатом I.
Бенгальські війська під проводом Хан Джахан Алі завоювали райони Кхулна та Джессор. Невдовзі було підкорено південні райони Ассаму. З 1445 року точилися з перервами війни проти Гаджапатського царства, боротьба з яким тривала до самої смерті султана й не принесла успіху. Спочатку бенгальське військо вдерлося до регіону Одіша (власне земель Гаджапаті), але зазнало поразки. Потім султанат сам зазнав нападів. 1450 року Махмуд-шах зазнав поразки, втратив південь регіону Гауда (відомий також як Джалесвар). 
Протягом 1450—1453 років переніс столицю з Фірузабаду до Лакхнауті. Помер Насір ад-дін Махмуд-шах 1459 року. Йому спадкував син Рукн ад-дін Барбак-шах.